# Phthiria chilena
Phthiria chilena är en tvåvingeart som först beskrevs av Camillo Rondani 1863.  Phthiria chilena ingår i släktet Phthiria och familjen svävflugor. Inga underarter finns listade i Catalogue of Life.